# Ludwig V. von Lichtenberg

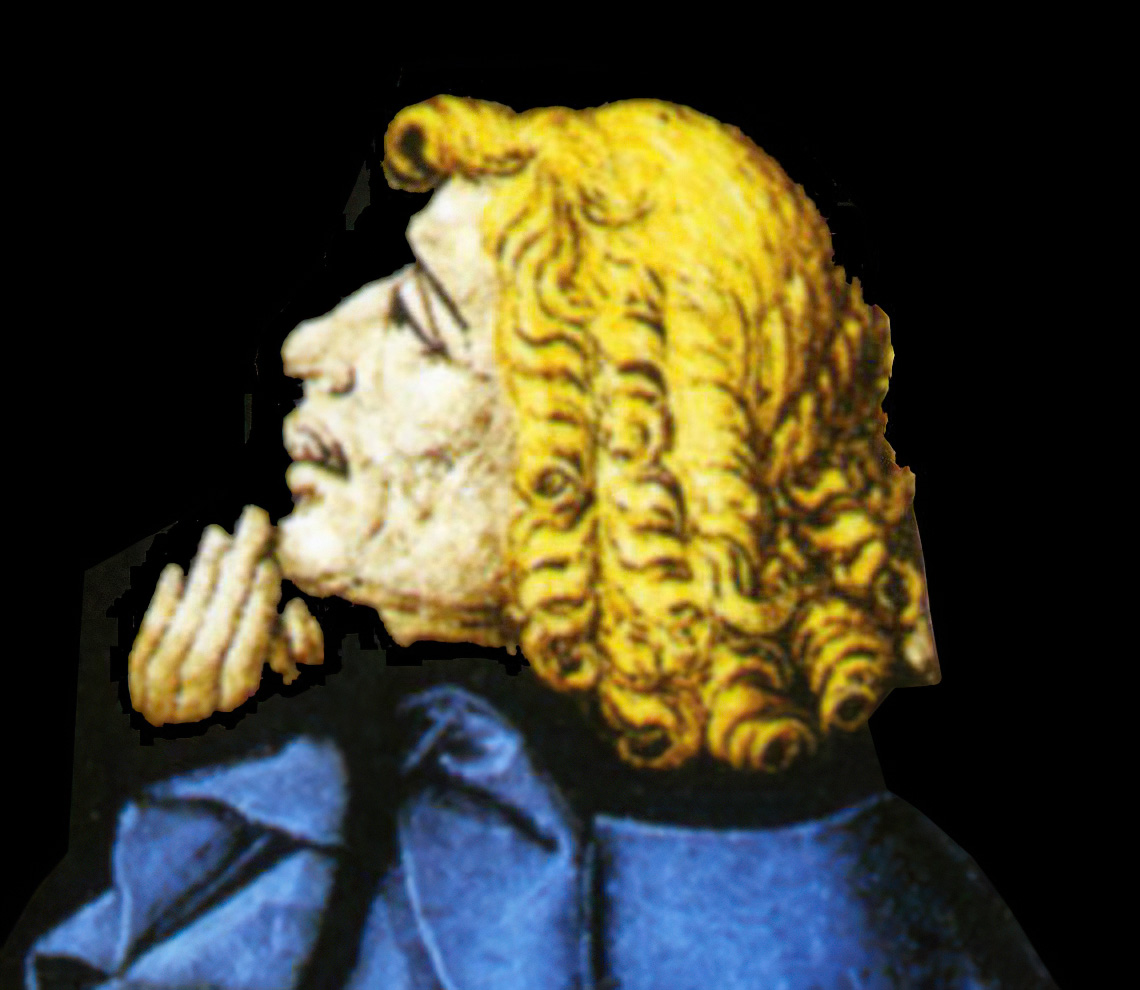
Stifterfigur von Ludwig V. auf einer Buntglasscheibe aus der Adelphus-Kirche in Neuweiler im Elsass

Ludwig V. von Lichtenberg (* 12. Mai 1417; † 25. Februar 1471) war ein Mitglied des adeligen Hauses Lichtenberg und übte – anfangs zusammen mit seinem älteren Bruder, Jakob von Lichtenberg (1416–1480) – die Regierung über die Herrschaft Lichtenberg aus.

## Familie

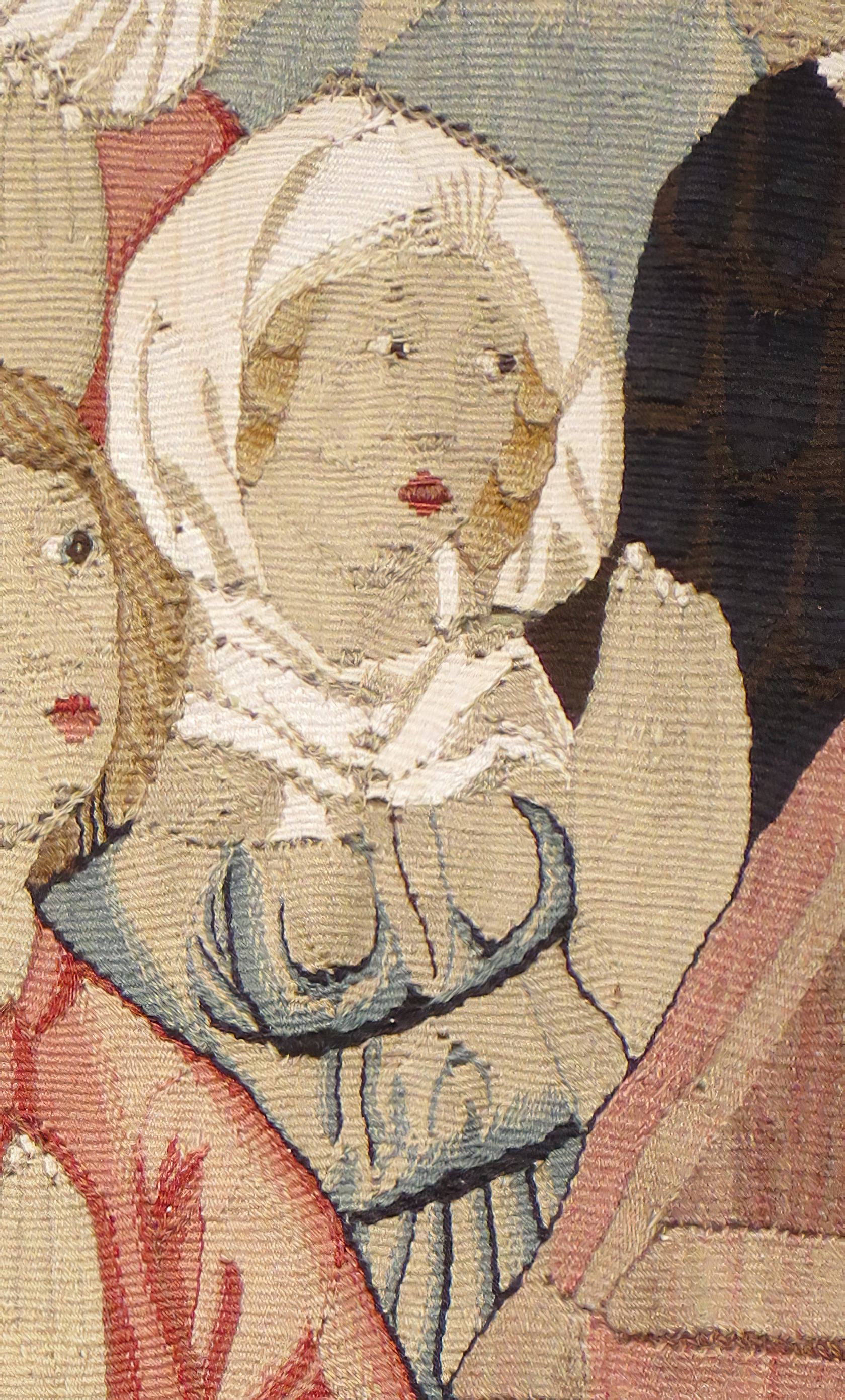
Elisabeth von Hohenlohe, die Ehefrau

Ludwig wurde als Sohn Ludwigs IV. von Lichtenberg (1396–1434) und dessen Frau, geb. Markgräfin Anna von Baden (* 15. März 1399; ⚭ 11. Mai 1409; † nach dem 6. Dezember 1421), als zweiter Sohn aus dieser Ehe geboren.
Da der Vater von Jakob und Ludwig V. bereits 1434 starb und vorher fünf Jahre lang psychisch schwer erkrankt war, wurde für die beiden Brüder – Geschwister gab es sonst keine – zunächst eine Vormundschaft unter Graf Friedrich von Saarwerden, des künftigen Schwiegervaters Jakobs, eingerichtet, die bis 1436 andauerte.
1441 heiratete Ludwig V. Elisabeth von Hohenlohe-Weikersheim, Tochter des Grafen Albrecht I. von Hohenlohe-Weikersheim und der Gräfin Elisabeth von Hanau. Aus dieser Ehe gingen zwei Töchter hervor:
- Anna (1442–1474), verheiratet mit Philipp I. (d. Ä.) von Hanau-Babenhausen, Gründer des Hauses Hanau-Lichtenberg, und
- Elisabeth (1444–1495), verheiratet mit Graf Simon IV. Wecker von Zweibrücken-Bitsch.[2]

## Regierung

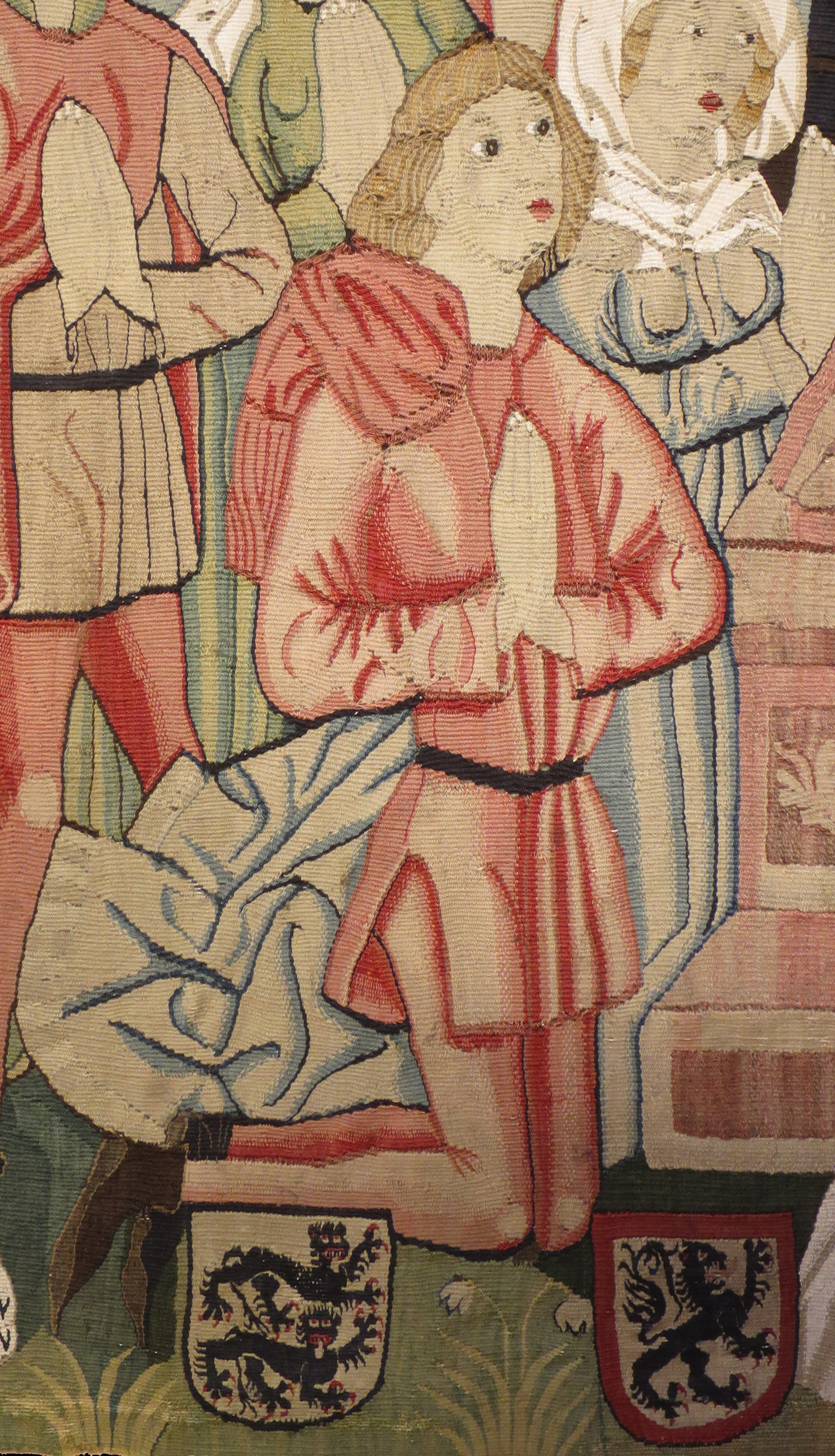
Ludwig V. auf dem Adelphus-Teppich

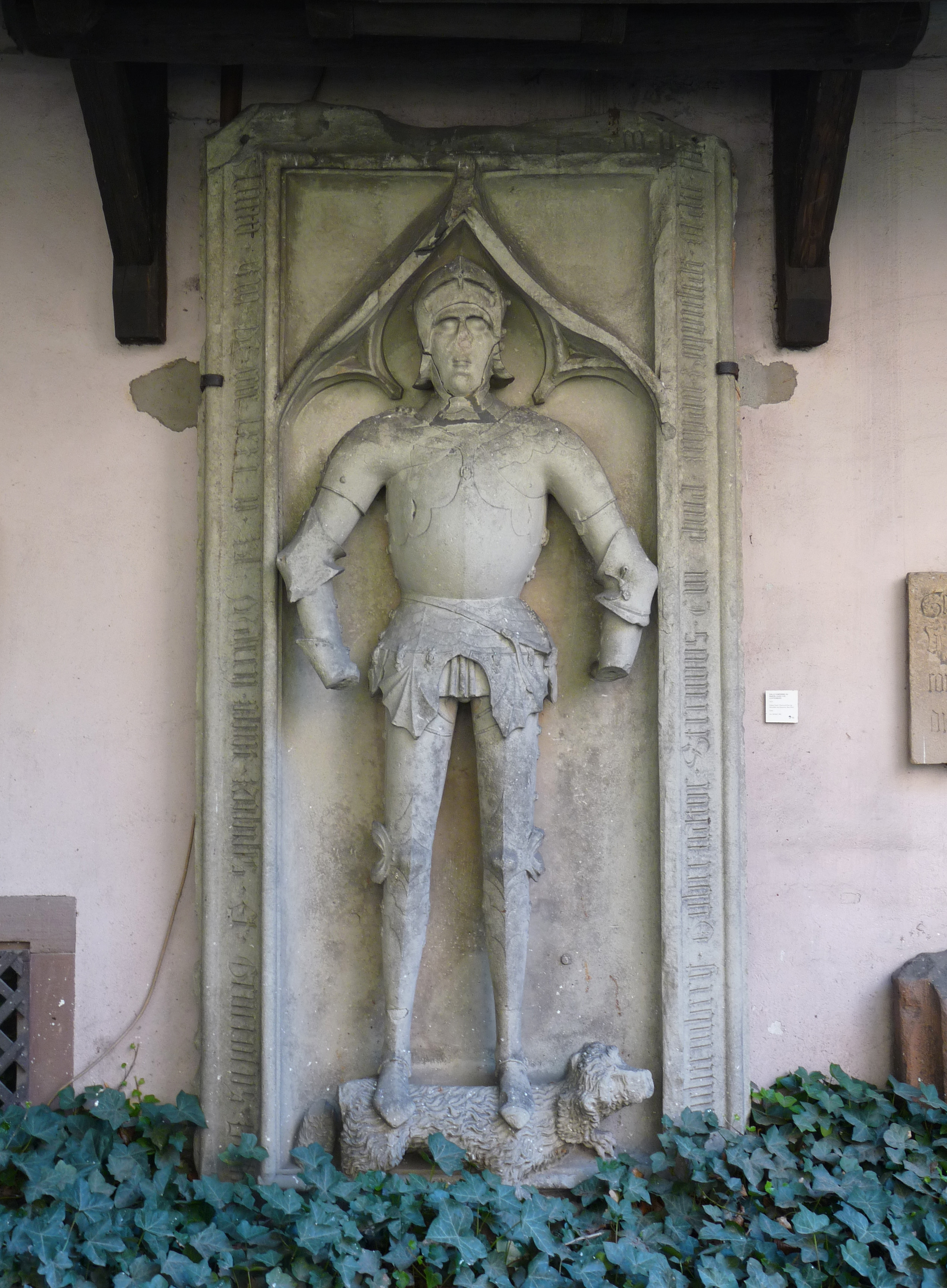
Grabplatte mit der Darstellung Ludwigs V.

### Familienkonflikt
Als jüngerer Sohn seinem älteren Bruder, Jakob von Lichtenberg, nachgeordnet, war er von beiden aber derjenige, der das größere politische Talent besaß. Jakob neigte dagegen mehr zu wissenschaftlichen Studien Alchemie und Astrologie. Allerdings war er zunächst sehr darauf aus, seine Stellung als älterer Bruder zu wahren, ohne sie ausfüllen zu können. Das führte mehrfach zu internem Streit zwischen den Brüdern. Der erste ist für 1435 belegt. Dies sollte eine Teilung der Herrschaft beenden, die 1440 durch Markgraf Jakob I. von Baden vermittelt wurde. Das verhinderte aber nicht, dass ihr Verhältnis zeitlebens immer sehr konfliktträchtig war.
Bei von außen drohenden Eingriffen in ihre Herrschaft standen die Brüder allerdings immer zusammen, z. B. bei einer Fehde, die sie mit den Grafen von Leiningen um das Amt Brumath 1450/1451 führten. Der Kampf um die Rechte in und an Brumath konnten die Lichtenberger in einer Schlacht bei Reichshofen siegreich für sich entscheiden, die Gegner, Graf Schaffried von Leiningen und Georg von Ochsenstein, gefangen nehmen und beide so auf lange Zeit politisch ausschalten. Zudem mussten sie Gebiete an die Herrschaft Lichtenberg abtreten, so Ochsenstein: Pfaffenhofen, Niedermodern, Eckwersheim, die Mark Maursmünster und die Burgen Geroldseck und Scharrachbergheim. Der Leiniger Graf, der deswegen bis 1463 gefangen saß, weigerte sich lange, musste dann aber doch die Burgen Gutenberg und Minfeld, das Dorf Wolfisheim und Weiteres an die Herrschaft Lichtenberg abtreten.
Ab der Mitte des 15. Jahrhunderts zog sich Jakob zunehmend aus der Politik zurück, so dass Ludwig V. etwa 20 Jahre lang faktisch die Alleinherrschaft ausübte. Jakobs Frau war 1450 verstorben und er wandte sich der – nicht ebenbürtigen – Bärbel von Ottenheim zu. Diese nahm nun Jakobs Rechte faktisch wahr und wurde damit politisch zur Gegnerin Ludwigs V. Dies führte 1462 zum sogenannten Weiberkrieg von Buchsweiler in dessen Folge Bärbel außer Landes gehen musste. Jakobs Reaktion darauf, 1463 politisch die Nähe des französischen Königs zu suchen, beantwortete Ludwig V. damit, sich mit oberrheinischen Mächten zu verbünden, deren Einwirkungsmöglichkeiten sehr viel näherliegend waren, als die des französischen Königs. Jakob musste in der Folge 1466 die letzten Herrschaftsbefugnisse an seinen Bruder abtreten, der ihn im Gegenzug mit einer jährlichen Rente versorgte.

### Reichspolitik
1454 vertrat Ludwig V. die Herrschaft Lichtenberg auf dem Reichstag in Regensburg.
Ludwig V. pflegte Beziehungen zu Adelsgeschlechtern im südwestdeutschen Raum, aber auch zum Hof des Herzogs von Burgund, Philipp des Guten und Karls des Kühnen, von dem er 1465 ein Ehrenamt übertragen bekam, nämlich den Titel eines „Rates und Bittschriftenmeisters“, wohl eine reine Sinekure. Aktivitäten Ludwigs in einer solchen Funktion sind jedenfalls nicht belegt.
Persönliche Haltung und Kirchenpolitik Ludwigs V. waren von einer zeittypischen Religiosität geprägt: Er setzte auf Reliquienverehrung und Ablässe. Auch unternahm er 1450 eine Pilgerfahrt nach Rom.

### Territorialpolitik
Ab 1437 gelang es Ludwig V. immer wieder, die Herrschaft Lichtenberg weiter auszudehnen. Er betrieb auch aktiv den Ausbau nach innen. Überliefert ist etwa seine Rettungsaktion für Westhofen (heute: Westhoffen): Nach Überfällen durch die Armagnaken 1444 und folgenden Missernten wollten die Einwohner die Stadt verlassen. Ludwig V. verhinderte das, indem er mit den führenden Persönlichkeiten der Stadt einen entsprechenden Vertrag schloss und für den Wiederaufbau ein Darlehen mit großzügigen Rückzahlungsbedingungen gewährte.

### Abwicklung der Herrschaft

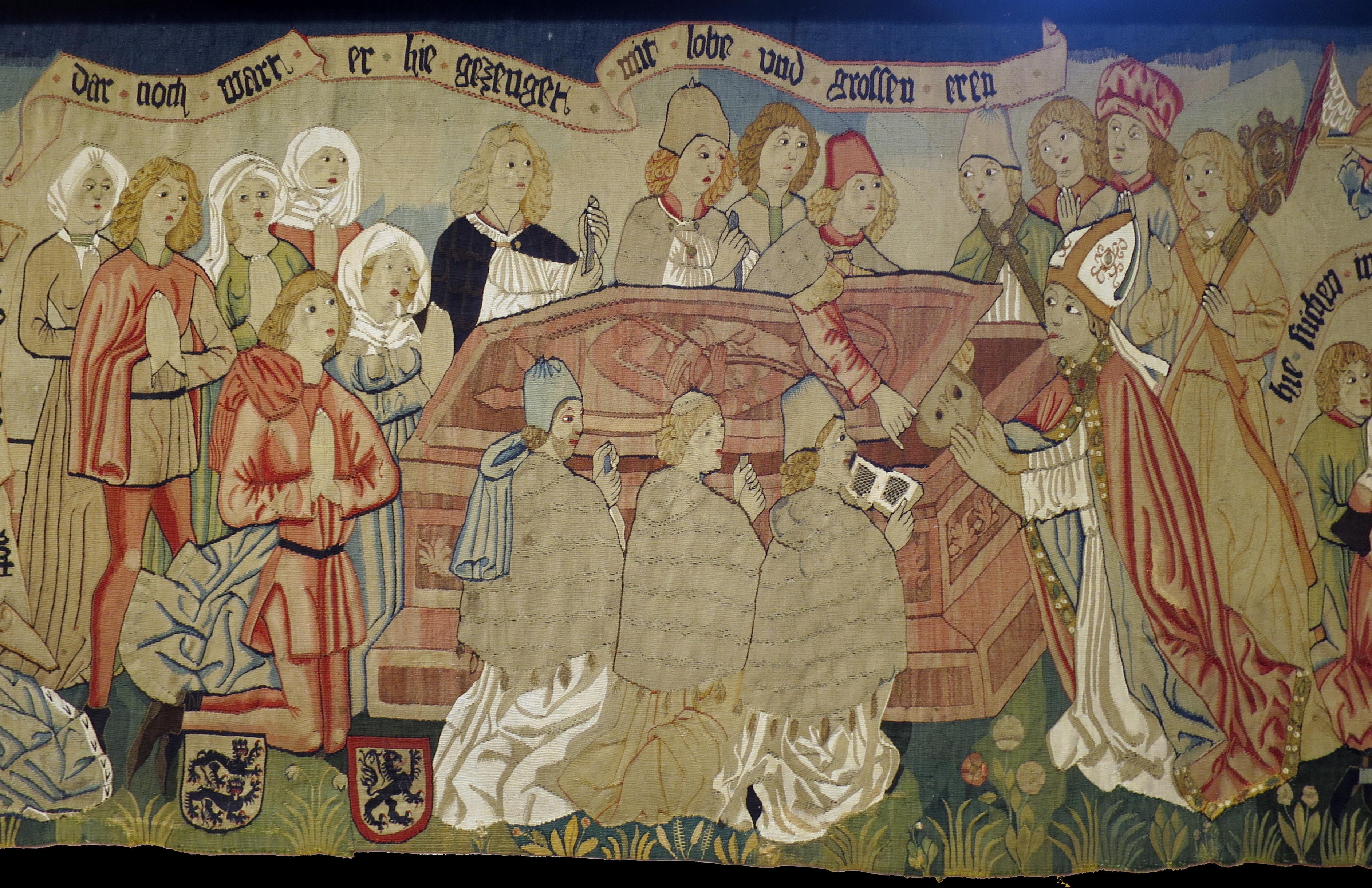
Ludwig V. und Elisabeth von Hohenlohe-Weikersheim (die Wappen sind vertauscht), dahinter: Graf Philipp I. (d. Ä.) von Hanau und Anna von Lichtenberg, bei der Öffnung des Grabes des Heiligen Adelphus 1468 (Adelphus-Teppiche)

Ab 1468/69 nehmen die Quellen zu seinen politischen Aktivitäten drastisch ab und eine Hinwendung seiner Interessen auf den Memorial-Kult seiner Familie wird deutlich. Zum einen kann das gesundheitliche Gründe gehabt haben (er stirbt 1471) zum anderen war absehbar, dass das Haus Lichtenberg mit ihm (er hatte ausschließlich Töchter) und seinem Bruder Jakob (dessen Ehe blieb kinderlos) aussterben würde. Das machte ein ausgeprägtes Memorial für seine Familie umso dringender. Insbesondere ist zu beobachten, dass er sich dem Kult des Schutzpatrons seiner Familie, dem Heiligen Adelphus intensiv zuwandte. Er ließ 1468 das Grab des Heiligen durch Bischof Ruprecht von Straßburg öffnen und ihn die Vollständigkeit und Authentizität der Reliquien bestätigen. Einen weitergehenden Ausbau des Kultes des Heiligen durch Ludwig V., zu dem dieser die Entnahme des Schädels aus dem Grab plante, verhinderte der Abt des Klosters, Hugo von Fegersheim, der die Verfügungsgewalt über die Reliquien besaß.
Außerdem regelte er 1469 sein Erbe mit einem Erbstatut, das die Nachfolge regelte. Die Übereinkunft regelte den Übergang der Erbschaft an die beiden Schwiegersöhne Ludwigs V., Graf Philipp I. (d. Ä.) von Hanau-Babenhausen und Graf Simon IV. Wecker von Zweibrücken-Bitsch, und die Teilung der Erbschaft zwischen ihnen.
1470 erkrankte Ludwig V. schwer und Ende des Jahres suchte er zu einer Versöhnung mit seinem Bruder, Jakob, zu kommen, was Anfang 1471, wenige Tage vor seinem Tod, auch noch gelang und in hohem Maße Anerkennung fand. Jakob richtete seinem Bruder eine eindrucksvolle Bestattung aus: In allen Kirchen Straßburgs wurden dafür insgesamt 350 Messen gelesen, davon sieben gesungene Messen im Straßburger Münster, wo auch zusätzlich noch das Hochamt stattfand. Diese acht Messen wurden von den adeligen Äbten der acht Klöster zelebriert, die der Herrschaft Lichtenberg verpflichtet waren. Gäste waren unter anderem Kurfürst und Pfalzgraf Philipp, Markgraf Karl I. von Baden ein Gesandter des Herzogs von Lothringen und die beiden Schwiegersöhne Ludwigs V. Das Essen zu dem Anlass fand für die anwesenden Adeligen an 26 Tischen im Lichtenberger Hof statt, 1500 Bedürftige in der Stadt wurden bei diesem Anlass gespeist und bekleidet. Bestattet wurde Ludwig V. in der Neuweiler Stiftskirche St. Adelphus. Eine Grabplatte, die ihn im Vollbild in Rüstung darstellt, ist im Musée de l’Œuvre Notre-Dame in Straßburg erhalten.
Nach dem Tod Ludwigs V. übernahm Jakob die faktische Herrschaft nicht mehr, delegierte sie vielmehr an die beiden Schwiegersöhne seines Bruders.